# The Lancet Infectious Diseases
The Lancet Infectious Diseases (abreviado como Lancet Infect. Dis.) es una revista científica publicada por Elsevier Verlag. El primer número apareció en agosto de 2001. Actualmente, la revista se publica mensualmente. Se publican artículos originales y de revisión de todas las áreas de la infectología clínica.
El factor de impacto en 2021 fue de 71.421. Según las estadísticas de ISI Web of Knowledge , la revista ocupa el segundo lugar entre 94 revistas en la categoría de enfermedades infecciosas con este factor de impacto.
El editor en jefe es John McConnell.
Según SCI Journal, el factor de impacto  actual (2022) es de 25.071.

## Métricas de revista
2022
- Web of Science Group : 25.071
- Índice h de Google Scholar: 225
- Scopus:15.664